# Georg Hutsteiner
Georg Hutsteiner war ein deutscher Fußballspieler, der zehn Jahre für den FC Bayern München aktiv war und acht Titel gewann.

## Karriere
Hutsteiner debütierte am 29. Oktober 1922 (8. Spieltag) beim 3:1-Sieg im Heimspiel gegen den MTV München 1879 in der Südbayerischen Kreisliga, der seinerzeit regional höchsten Spielklasse und trug mit einem weiteren Punktspiel am Ende seiner Premierensaison mit der Südbayerischen Meisterschaft zu seinem ersten Titel bei. Mit den Bayern erreichte er am 17. Juni 1923 das Endspiel um den Süddeutschen Pokal, das auf dem MTV-Platz an der Marbachstraße gegen die SpVgg Fürth mit 3:4 verloren wurde.
Von 1923 bis 1927 kam er in insgesamt 35 Punktspielen, in denen er sechs Tore erzielte, in der leistungsdichteren Bezirksliga Bayern zum Einsatz. 1925 hatte der FC Bayern zum 25-jährigen Vereinsjubiläum die sich auf einer Europatournee befindenden Boca Juniors zu Gast
und trennte sich von ihnen mit einem beachtlichen 1:1 – das war das einzige von sieben Spielen der Juniors in Deutschland, das die Argentinier nicht gewannen. Manuel Seoane brachte dabei die bonarenser in Führung, ehe Hutsteiner noch vor der Pause ausglich.
1926 gewann er mit den Bayern die Bayerische Meisterschaft und infolgedessen nahm er mit der Mannschaft auch an der Endrunde um die Süddeutsche Meisterschaft teil, die er mit ihr auch gewann. Zwei Jahre später gewann er mit der Mannschaft – nunmehr in der Südbayerischen Bezirksliga spielend – erneut beide Erfolge.
Daher nahm er erstmals an der Endrunde um die Deutsche Meisterschaft 1927/28 teil. Sein einziges Spiel bestritt er mit den Bayern am 8. Juli 1928 beim 3:0-Sieg in Halle gegen den FC Wacker Halle, erzielte allerdings mit dem Führungstreffer zum 1:0 in der 15. Minute auch ein Tor. Von 1927 bis 1932 absolvierte er in der wieder unterteilten Bezirksliga Bayern 37 Punktspiele in der Südbayerischen Bezirksliga und erzielte fünf Tore. Am Saisonende 1928/29 gewann er mit den Bayern erneut die Südbayerische Meisterschaft und als Zweiter der Süddeutschen Meisterschaft, fünf Punkte hinter dem 1. FC Nürnberg, nahm er abermals an Endrunde um die Deutsche Meisterschaft 1929/30 teil. In dieser bestritt er das am 16. Juni 1929 mit 3:0 gewonnene Achtelfinale gegen den Dresdner SC und das am 30. Juni 1929 mit 3:4 n. V. verlorene Viertelfinale gegen den Breslauer SC 08. In der Saison 1929/30 trug er mit 13 Punktspielen erneut zur Südbayerischen Meisterschaft bei, wie auch in drei Punktspielen am Saisonende 1930/31. In seiner letzten Saison bestritt er lediglich ein Freundschaftsspiel.

## Erfolge
- Südbayerischer Meister 1923, 1928, 1929, 1930, 1931
- Bayerischer Meister 1926
- Süddeutscher Meister 1926, 1928
- Süddeutscher Pokal-Finalist 1923